# Brauerei Kaiserhof

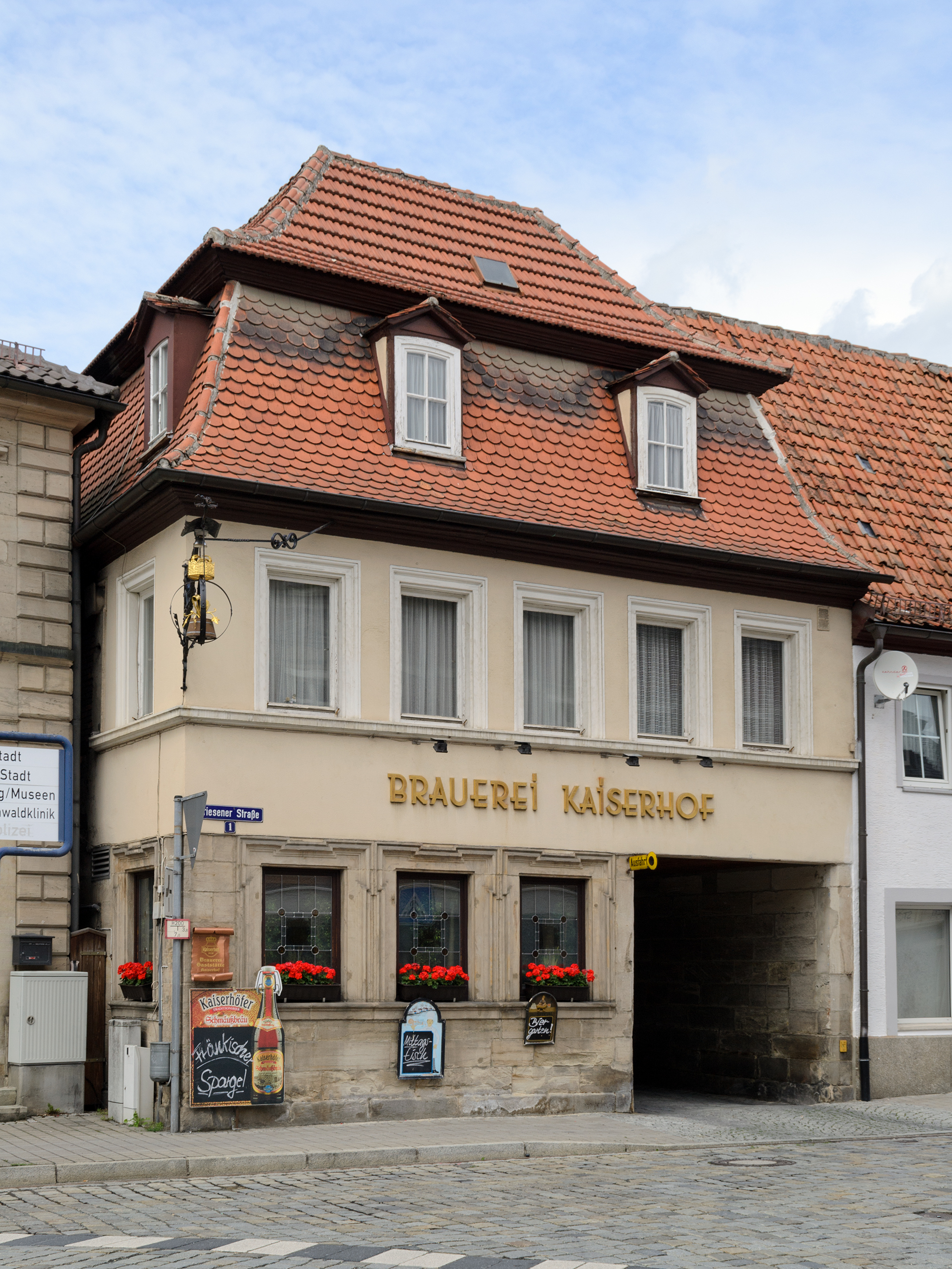
Denkmalgeschütztes Gebäude in der Friesener Straße 1

Die Brauerei Kaiserhof (auch Kaiserhof-Bräu oder Kaiserhöfer) ist eine Bierbrauerei in der oberfränkischen Stadt Kronach. Die Brauerei hat eine Jahresproduktion von 15.000 Hektolitern.

## Geschichte
Am 26. Februar 1879 übernahm der Braumeister Bruno Kaiser einen Gasthof (Ersterwähnung bereits 1571) mit Brauhaus. Bereits das erste Bier 1879 trug den Namen Kaiserhof. Seit 1990 führen die Ururenkel von Bruno Kaiser, Ulrich und Thomas Kaiser, das Familienunternehmen. Zur Brauerei gehört weiterhin der Brauereigasthof mit Biergarten.
1900 wurde ein Eiskeller, 1904 ein neues Brauhaus und 1905 eine Sudanlage gebaut. 1965 und 2011 folgen weitere Neubauten des Sudhauses und 1992 die Anschaffung einer Flaschenabfüllanlage.
Das Gebäude ist in der Liste der Baudenkmäler in Kronach eingetragen.

## Produkte
Die Produktpalette umfasst die Biersorten Kaiserhöfer Bier, Lucas Cranach, Goldhopfen, Radler, Keller-Äffla, Kellerbier, Kronacher Festbier, Kronator, Mehrkornbier, Osterbier, Pilsner, Schmäußbräu, Schützenbier, Schwarzer Kaiser, Schwedentrunk und Weisser Kaiser. Abgefüllt wird in Kronkorkenflaschen und in Bügelflaschen, das Kaiserhöfer Bier in Eichenfässern.